# عريض أحمدي (الريف الغربي)
عريض أحمدي (بالفارسية: عریض‌احمدی) هي منطقة سكنية تقع في إيران في قسم الريف الغربي الريفي. يقدر عدد سكانها بـ 235 نسمة بحسب إحصاء 2016.